# Лисиченко Олександр Миколайович
Лисиче́нко Олекса́ндр Микола́йович (нар. 25 листопада 1977, м. Маріуполь, Донецька область, Українська РСР — пом. 21 червня 2014, с. Лизогубівка, Харківський район, Харківська область, Україна) — пілот авіаційної ескадрильї спеціального призначення на вертольотах Спеціального авіаційного загону Оперативно-рятувальної служби цивільного захисту Державної служби України з надзвичайних ситуацій.

## Життєпис
Народився 1977 року в місті Маріуполь на півдні Донеччини. Мешкав у м. Ніжин (Чернігівська область). 
Пілот авіаційної ескадрильї спеціального призначення на вертольотах Спеціального авіаційного загону Оперативно-рятувальної служби цивільного захисту Державної служби України з надзвичайних ситуацій. Загін базувався в Ніжині, колишня військова частина Д0170.

## Загибель
Загинув під Харковом в районі села Лизогубівка в результаті падіння гелікоптера Мі-8Т, що слідував за маршрутом Ніжин — Чугуїв для забезпечення перевезення особового складу й гуманітарної допомоги в зоні проведення антитерористичної операції. Близько 10:00 вийшов останній раз на зв'язок і зник з радарів. 22 червня о 06:45 пошуково-рятувальні сили ДСНС виявили місце катастрофи у лісосмузі на території Зміївського району, через негоду його шукали майже добу; гелікоптер розбився та згорів, весь екіпаж загинув: командир екіпажу підполковник Руслан Редькін, штурман Олександр Лисиченко і бортінженер Володимир Михайлик.
23 червня тіла загиблих льотчиків доставили на аеродром Ніжина, на злітній смузі відбулось прощання. Похований в Маріуполі.
Вдома залишилися дружина Онищенко Наталя Олексіївна та двоє синів, Онищенко Владислав 2004 р.н. і Лисиченко Дмитро 2010 р.н. Наталя служить у Ніжині в Спеціальному авіаційному загоні на посаді інструктора парашутно-десантної підготовки — укладача парашутів пошуково-рятувальної і парашутно-десантної служби.

## Нагороди
15 липня 2014 року Указом президента України № 593/2014 від 15.07.2014 року, "за особисту мужність і героїзм, виявлені у захисті державного суверенітету та територіальної цілісності України, відзначений — нагороджений орденом «За мужність» III ступеня (посмертно).